# Famille Passet
Les Passet sont une famille pyrénéenne de Gavarnie qui a fourni au XIXe siècle plusieurs grands guides de montagne.

## Laurent Passet (1810-1864)
Laurent et Hippolyte Passet sont frères, fils de Pierre Passet. Cultivateur, mais aussi chasseur et guide, Laurent accompagne des pyrénéistes prestigieux comme Charles Packe et Henry Russell, qu'il conduit au Vignemale pour la première des ascensions du jeune comte, sur ce qui deviendra « son » sommet. Il est réputé pour son talent à « sentir » et à découvrir des passages : c'est que, consciencieux, il explore à l'avance tous les passages possibles avant d'emmener un client en course. Son nom a été donné à la brèche Passet, sur le Marboré. En 1840, il épouse Thérèse Cabessanis-Sarré, avec qui il aura quatre enfants, dont Henri.

## Hippolyte Passet (1813-1884)
Hippolyte est lui aussi cultivateur, après avoir servi au quatorzième régiment d'artillerie. Il se partage ensuite entre le travail de la terre et les courses en montagne. Marié à Marthe Barbé, il a six enfants, l'aîné étant Célestin. Hippolyte sera très sollicité après la disparition prématurée de son aîné. En février 1869, avec son neveu Henri, Hippolyte réalise avec Henry Russell la première hivernale du Vignemale, première hivernale absolue, d'ailleurs, et exploit d'un grand retentissement, pour lequel il faut descendre dans une immense crevasse et la remonter, en taillant des marches dans la glace. Maire de Gavarnie en 1871-72, il redevient conseiller municipal en 1881.

## Henri Passet (1845-1920)
Henri est le fils de Laurent.

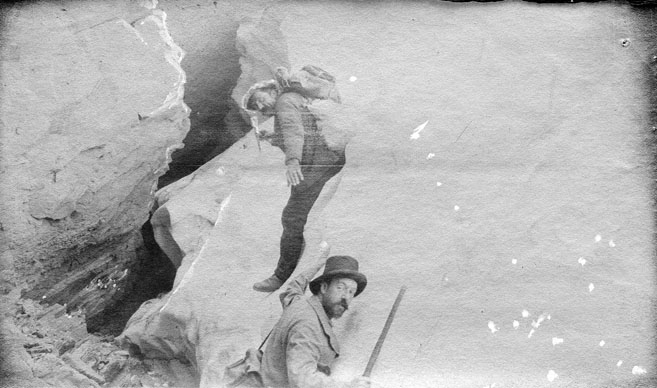
Félix Régnault et Henri Passet (en haut) à l'échelle de Tuquerouye, octobre 1892. Photographie d'Eugène Trutat.

Si l'activité de guide était accessoire pour ses père et oncle, Henri, lui exerce officiellement la profession de guide à partir de 1875 et il l'organise pour ses collègues de Gavarnie. Il est correspondant du CAF du Sud-Ouest. Il organise ainsi les chasses du baron de Lassus, grand pyrénéiste et chasseur, procurant ainsi des emplois à nombre de ses concitoyens, qu'ils soient guides, porteurs, ou cuisiniers… Comme son père Laurent, il prépare ses courses avec le plus grand soin, n'hésitant pas à aller reconnaître le terrain à l'avance, ce qui lui vaut une réputation de flair infaillible pour trouver les voies. Sa compétence s'étend à l'ensemble de la chaîne (en 1881, il sera monté dix-sept fois à l'Aneto). Il acquiert de grandes connaissances en botanique, en géologie, en glaciologie. En 1878, il effectue la première du Grand Bachimale (depuis, pic Schrader) avec Franz Schrader. En 1885, il réalise avec le jeune anglais F. E. L. Swan la première du couloir qui sépare les deux Astazous, aujourd'hui couloir Swan. L'année suivante, il accompagne Swan dans une tournée des sommets les plus difficiles des Alpes, puis ils font dans les Pyrénées l'ascension du Cylindre et du Balaïtous par la cheminée est. En 1913, à 58 ans, il accompagne Schrader à la Munia. La même année, son fils Pierre est reçu comme guide de première classe, mais il tombe au champ d'honneur en 1917. Henri s'éteint le 3 février 1920.

## Célestin Passet (1845-1917)

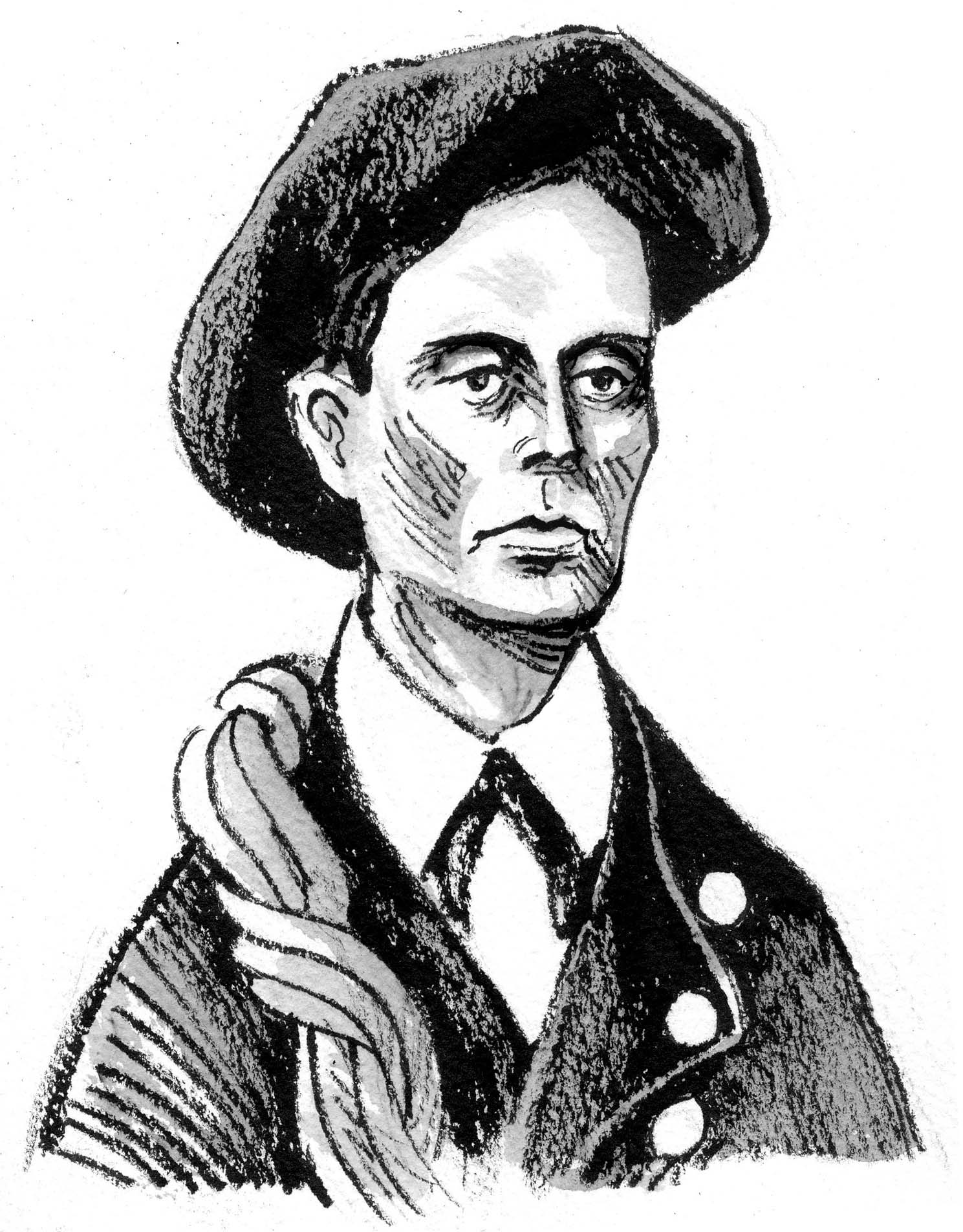
Célestin Passet par Jean-Claude Pertuzé.

Fils aîné d'Hippolyte et donc cousin d'Henri, Célestin se révélera un des meilleurs guides du moment. En 1870, il épouse Justine Trescazes, de Sers, avec qui il aura trois filles et un garçon. En 1871, il accompagne Russell au mont Perdu, par la brèche de Roland. En 1872, il trouve avec le même Russell un nouvel itinéraire vers le mont Perdu, par les rochers Blancs et l'Astazou, le lac Glacé, ce qu'on appellera la « terrasse Russell » et le col du Cylindre. Puis ils font la première des Gourgs-Blancs et du pic qui portera plus tard le nom de Jean Arlaud. Entre 1872 et 1879, il réalise avec Russell les premières du Gabiétou par l'est, le pic des Tempêtes, le pic occidental de la Maladeta… En 1880, il réalise la première hivernale des Posets, avec Roger de Monts. En 1882, la première du Comaloforno avec Henri Brulle et Jean Bazillac. En 1887, le pic entre les brèches, qui deviendra pic Bazillac, avec Jean Bazillac, et le Doigt de la Fausse Brèche, avec Brulle et Bazillac. En 1888, la première de la face nord du mont Perdu avec Roger de Monts et François Bernat-Salles.
Le 6 août 1889, avec Henri Brulle, Roger de Monts, Jean Bazillac, et François Bernat-Salles, il ouvre l'ère du pyrénéisme moderne en réussissant la première du couloir de Gaube, sur le Vignemale. Bloqués dans cette faille étroite et gelée, sous l'imposant bloc coincé, Célestin taille plus de 1300 marches dans la glace avec le piolet de Brulle, instrument qui recevra le nom de Fleur de Gaube. Très fier de cet exploit, Célestin répétait volontiers que personne après lui ne le referait : « J'ai gardé la clé », disait-il. De fait, l'ascension du couloir de Gaube ne fut réitérée avec succès que quarante-quatre ans plus tard, par Henri Barrio, J. Aussat et J. Loustaunau, le 13 juillet 1933. En 1895, Célestin réalise la première de la face nord du Taillon, avec Henri Brulle. 
Peu bavard, presque distant, d'une grande élégance, impassible dans les pires situations, Célestin est resté un paysan (sa profession officielle est toujours cultivateur). Mais son expérience fait qu'il peut être un brillant causeur qu'on aime écouter. Sa réputation est telle qu'il est très demandé, et qu'il réalise de nombreuses courses, non seulement dans les Pyrénées, mais aussi dans d'autres massifs. Le chasseur anglais Buxton, qu'il conduit pour chasser le bouquetin en Espagne, l'invite à Londres pour chasser le renard. Il va ascensionner en Afrique du Nord, en Éthiopie, au Sinaï, en Crète, en Sardaigne, dans le Caucase… Il accompagne au Vignemale l'alpiniste et graveur anglais Edward Whymper, qui a laissé un portrait de lui, et qui lui propose de l'emmener sur le Chimborazo, dans les Andes. Mais Célestin décline l'offre pour rester auprès de sa mère et des quelques biens qu’il possède à Gavarnie.
Célestin Passet meurt en 1917 d'une attaque de paralysie. Il est enterré au cimetière de Gavarnie, dans le carré des pyrénéistes. En Catalogne, au massif du Besiberri, il y a un sommet dédié à Célestin Passet, la Punta de Passet.
Les générations suivantes seront moins brillantes : la diminution de la demande de guides de la part des grimpeurs, et un certain désintérêt des touristes y sont pour beaucoup. Les nouveaux guides ne sont plus des paysans, mais des citadins qui ont acquis des notions de pédagogie. Le fils d'Henri, Pierre Passet, a été tué en 1917. Désormais ce sont les gendres qui assurent la continuité : Cumia, gendre d'Henri, Theil et Germain Castagné, gendres de Célestin.
Germain Castagné (17 août 1876 - 29 janvier 1948) est formé par son beau-père Célestin. Il acquiert une grande technique d'escalade, en grimpant le plus souvent pieds nus. Il a réalisé de nombreuses premières avant 1914.

## Sources et bibliographie
- Henri Beraldi, Cent ans aux Pyrénées, Paris, 1898-1904, sept volumes in-8°. Rééditions par « Les Amis du Livre Pyrénéen », Pau, 1977, puis par la « Librairie des Pyrénées et de Gascogne », Pau, 2001.
- Antonin Nicol, Les grands guides des Pyrénées, 2e édition, Oloron-Sainte-Marie, Monhélios, 2002.  (ISBN 2-914709-09-9)
- François Labadens, Célestin Passet, un guide aux Pyrénées, Monhélios, 2015.  (ISBN 979-10-90065-42-0)